# Максимова, Анастасия Владимировна
Анастасия Владимировна Максимова (род. 25 июля 1977, Ленинград) — российская оперная певица, автор песен, композитор, телеведущая, музыкальный продюсер.

## Биография
С 10 лет работает на телевидении, с 15 — уже официально числится ассистентом режиссёра. В это же время Анастасия выступает в джазовых клубах Америки. Будучи студенткой эстрадного отделения музыкального училища им. М. П. Мусоргского, Максимова впервые появляется на телеэкране в телешоу «Вкус к жизни», где вместе с созданной ею группой «Бульвар» исполняет ретро-музыку.
С 1997 года Анастасия Максимова выступает уже со своей рок-группой на телевизионном шоу «Музыкальный ринг» и, согласно сценарию, вместе с известными музыкантами начинает исполнять свои авторские композиции. Наиболее известные песни, «Щепка» и «Гагара» (музыка Александра Морозова), Максимова исполняла на конкурсах «Овация» и «Славянский базар»
В 1999 году композитор Александр Морозов знакомит Анастасию с Николаем Басковым, с которым у неё складываются теплые отношения, итогом которых оказывается окончательное и бесповоротное увлечение Анастасии оперой и классической музыкой. И в том же году, закончив эстрадное отделение училища им. М. Н. Мусоргского, А. Максимова поступает в Петербургскую консерваторию, где серьёзно начинает заниматься оперным вокалом. Под влиянием встречи с Ириной Петровной Богачевой и по рекомендации педагогов консерватории А. Максимова оставляет работу на телевидении и занимается исключительно музыкой, расширяет свой репертуар до классических арий и романсов.
В 2000 году, при участии композитора Александра Морозова, Анастасия записывает несколько произведений в стиле неоклассика (кроссовер) и ретро. А также три известных композиции — «Наша любовь», «Аве Мария», «Сольвейг», на которые в 2001 году снимаются видеоклипы. Две песни в стиле ретро, «Лолита» и «Танцующие Эвридики», были впервые исполнены на знаменитых Рождественских встречах Аллы Пугачевой и «Голубом огоньке» на РТР в 2002 году.
В 2004 году Анастасия закончила консерваторию экстерном, в чём была огромная заслуга Богачевой Ирины Петровны, которая помогла получить разрешение на экстернат. Надо заметить, что, не считая Елены Образцовой и одной итальянской оперной певицы, случай Анастасии Максимовой был 3-й за всю историю этого прославленного музыкального заведения. Сегодня консерваторская школа и голосовой диапазон позволяют ей экспериментировать в разных жанрах и направлениях.
В 2005 году фирма «Бомба Питер» выпускает дебютный альбом Анастасии Максимовой «Дива», который пользуется большой популярностью у любителей неоклассики.
После окончания Санкт-Петербургской консерватории, Анастасия Максимова переезжает в Москву, чтобы продолжить свою сольную карьеру. Но неожиданно она получает сразу два предложения. Одно от Максима Фадеева, который прослушав авторские песни Максимовой, сразу же предложил ей работу в своем продюсерском центре в качестве композитора. Второе приглашение следует от президента компании «Амедиа» Александра Акопова, который предложил Анастасии попробовать себя в качестве музыкального продюсера и композитора. Дебютом Максимовой на этом поприще стал телероман «Талисман любви», где звучит не только её музыка, но и саундтреки исполненные голосом Анастасии Максимовой. Затем последовала работа над музыкой к телесериалу «Адъютанты любви». И, наконец, супер-хиты и саундтрек к сериалу «Не родись красивой». В это же время Максимова начинает писать песни для молодой певицы Юлии Савичевой («Фабрика звёзд») и выступает как музыкальный продюсер её альбома «Магнит». Который в итоге становится одним из главных музыкальных бестселлеров лета 2006 года, разойдясь максимальным тиражом и приобретя статус «золотого». Через год А. Максимова пишет песни для следующего альбома Юлии Савичевой «Оригами», а также хиты для таких исполнителей продюсерского центра «Монолит», как Елена Терлеева, Лера Массква, гр. Непара.
В 2008 году Анастасия начинает работу над новым сольным проектом.
В 2013 году основала музыкальный проект «Midnight Opera», в котором оперные певцы, солисты театров, предоставляют оперные произведения в неформальной развлекательной атмосфере с элементами стендапа, а рок и поп хиты исполняются оперными голосами в сопровождении рок-группы и оркестра.
В 2018 году переехала на Кипр, где основала первые на острове русские детский и взрослый хоры «Midnight girls’ choir». Ведет на Кипре концертную деятельность, выступает с Кипрским симфоническим и Кипрским филармоническим оркестрами, организовывает концертные мероприятия. Параллельно ведет гастрольную деятельность основанного ею шоу «Midnight Opera»
В 2025 году записала и выпустила свой третий альбом “Eno”, в этот раз с авторскими сольными песнями с стиле инди-рок в рамках сольного проекта AMAXIMOVA

## Семья
- Отец Владимир Евсеевич Максимов — автор и продюсер таких популярных телепрограмм, как: «Музыкальный ринг», «Общественное мнение», первых советских телемарафонов, сериалов «Вкус к жизни», «Кто с нами» и т. д.
- Мать Тамара Вениаминовна Максимова — телеведущая, обладательница премии Союза журналистов СССР за создание популярных программ «Музыкальный ринг», «Общественное мнение», «Телекурьер».

## Личная жизнь
2006-2013 гг. - замужем за диджеем Марселем Гонсалесом Моро.
2013-2017 гг. - в гражданском браке с солистом Мариинского театра Эдуардом Цангой.
От первого брака есть дочь Алиса Гонсалес Моро.

## Конкурсы
- Международный конкурс молодых композиторов имени Виктора Резникова (Россия)
- «Славянский базар» (Беларусь)
- Конкурс вокалистов имени Франсиско Виньяса (Испания)
- «Овация» (Россия)

## Награды и почётные звания
- Лауреат международного фестиваля music open pafos (Кипр)
- Лауреат международного фестиваля Noumen art

## Творчество
Оперные партии:
- Татьяна (Евгений Онегин)
- Земфира (Алеко)
- Виолетта (Травиата)
- Мюзетта (Богема)

## Дискография
2005 год — альбом «Diva»

## Фильмография
Композитор
- 2008 — Сериал Универ
- 2007 — В ожидании чуда
- 2007 — Кука
- 2005—2006 — Не родись красивой
- 2005 — Талисман любви
- 2005 — Адъютанты любви

## Телевидение
Ведущая программы:
- «Музыкальный ринг», РТР
- «Однажды утром» Телеканал 100